# Bianca de Oliveira Lima
Bianca de Oliveira Lima (nascida em 27 de agosto de 1996) é uma jogadora de badminton brasileira.

## Carreira
Sua parceira é Naira Beatriz Vier. Ambas foram vice-campeãs do Grande Prêmio do Aberto do Brasil de 2016, após serem derrotadas pela dupla alemã Barbara Bellenberg e Eva Janssens na rodada final.

## Conquistas

### Grande Prêmio BWF
O BWF Grand Prix tem dois níveis, o BWF Grand Prix e o Grand Prix Gold. É uma série de torneios de badminton sancionados pela Federação Mundial de Badminton (BWF) desde 2007.
Duplas femininas
| Ano  | Torneio          | Parceira           | Oponentes                       | Pontuação   | Resultado   |
| ---- | ---------------- | ------------------ | ------------------------------- | ----------- | ----------- |
| 2016 | Aberto do Brasil | Naira Beatriz Vier | Barbara Bellenberg Eva Janssens | 7–21, 10–21 | Vice-campeã |

     Torneio BWF Grand Prix Gold
     Torneio BWF Grand Prix

### Desafio/Série Internacional BWF
Individual feminino
| Ano  | Torneio                | Oponente      | Pontuação   | Resultado   |
| ---- | ---------------------- | ------------- | ----------- | ----------- |
| 2017 | Mercosul Internacional | Fabiana Silva | 10–21, 8–21 | Vice-campeã |

Duplas femininas
| Ano  | Torneio              | Parceira               | Oponentes                 | Pontuação   | Resultado   |
| ---- | -------------------- | ---------------------- | ------------------------- | ----------- | ----------- |
| 2019 | Brasil Internacional | Mariana Pedrol Freitas | Jaqueline Lima Sâmia Lima | 7–21, 10–21 | Vice-campeã |

     Torneio BWF International Challenge
     Torneio BWF International Series
     Torneio BWF Future Series